# Anger Denial Acceptance
Anger Denial Acceptance è il quarto album in studio del gruppo musicale statunitense Spineshank, pubblicato il 19 giugno 2012 dalla Century Media Records.

## Tracce
1. After the End – 3:06
2. Nothing Left for Me – 3:38
3. Anger Denial Acceptance – 5:30
4. I Want You to Know – 3:47
5. Murder-Suicide – 3:41
6. The Endless Disconnect – 3:19
7. I Am Damage – 2:46
8. Ploratio morbus – 2:26
9. Everything Everyone Everywhere Ends – 4:41
10. The Rekoning – 3:49
11. God Complex (Anger) – 1:51
12. Motive Method Opportunity (Denial) – 1:38
13. Exit Wound (Acceptance) – 4:39

## Formazione
- Jonny Santos - voce
- Mike Sarkisyan - chitarra
- Robert Garcia - basso
- Tommy Decker - batteria